# Liste des conseillers départementaux du Tarn

## Composition du Conseil départemental duTarn(46 sièges)
| Parti                                | Sigle | Élus |
| ------------------------------------ | ----- | ---- |
| Majorité                             |       |      |
| Parti socialiste                     | PS    | 14   |
| Parti radical de gauche              | PRG   | 2    |
| Divers gauche                        | DVG   | 10   |
| Divers droite                        | DVD   | 2    |
| Opposition                           |       |      |
| Les Républicains                     | LR    | 8    |
| Union des démocrates et indépendants | UDI   | 2    |
| Divers droite                        | DVD   | 8    |
| Président du conseil départemental   |       |      |
| Christophe Ramond (PS)               |       |      |

## Liste des conseillers départementaux duTarndepuis2015
| Canton                              | Conseiller général        | Parti |
| ----------------------------------- | ------------------------- | ----- |
| Canton d'Albi-1                     | Marie-Louise At           | LR    |
| Canton d'Albi-1                     | Michel Franques           | DVD   |
| Canton d'Albi-2                     | Nathalie Borghese         | DVD   |
| Canton d'Albi-2                     | Éric Guillaumin           | DVD   |
| Canton d'Albi-3                     | Éva Geraud                | PS    |
| Canton d'Albi-3                     | Christophe Ramond         | PS    |
| Canton d'Albi-4                     | Thierry Carcenac          | PS    |
| Canton d'Albi-4                     | Élisabeth Claverie        | PS    |
| Canton de Carmaux-1 Le Ségala       | Sylvie Bibal Diogo        | PS    |
| Canton de Carmaux-1 Le Ségala       | Guy Malaterre             | PS    |
| Canton de Carmaux-2 Vallée du Cérou | André Fabre               | DVG   |
| Canton de Carmaux-2 Vallée du Cérou | Aline Redo                | DVG   |
| Canton de Castres-1                 | Michel Monsarrat          | LR    |
| Canton de Castres-1                 | Nathalie de Villeneuve    | LR    |
| Canton de Castres-2                 | Régine Massoutié          | LR    |
| Canton de Castres-2                 | Jacques Thouroude         | LR    |
| Canton de Castres-3                 | Isabelle Espinosa         | PRG   |
| Canton de Castres-3                 | Christophe Testas         | PS    |
| Canton des Deux Rives               | Monique Corbière-Fauvel   | DVG   |
| Canton des Deux Rives               | Christophe Hérin          | DVG   |
| Canton de Gaillac                   | Évelyne Bretagne          | DVD   |
| Canton de Gaillac                   | Patrice Gausserand        | DVD   |
| Canton de Graulhet                  | Max Guipaud               | PS    |
| Canton de Graulhet                  | Florence Belou            | PS    |
| Canton du Haut Dadou                | Françoise Bardou          | DVD   |
| Canton du Haut Dadou                | Éric Pujol                | DVD   |
| Canton des Hautes Terres d'Oc       | Philippe Folliot          | UDI   |
| Canton des Hautes Terres d'Oc       | Brigitte Pailhe Fernandez | UDI   |
| Canton de Lavaur Cocagne            | Émilie Aussaguel          | SE    |
| Canton de Lavaur Cocagne            | Joseph Dalla Riva         | LR    |
| Canton de Mazamet-1                 | Christelle Cabanis        | DVG   |
| Canton de Mazamet-1                 | Didier Houles             | DVG   |
| Canton de Mazamet-2 Vallée du Thoré | Florence Estrabaud        | DVG   |
| Canton de Mazamet-2 Vallée du Thoré | Daniel Vialelle           | DVG   |
| Canton de La Montagne noire         | Michel Benoit             | PS    |
| Canton de La Montagne noire         | Claudie Bonnet            | PS    |
| Canton du Pastel                    | Jean-Luc Alibert          | LR    |
| Canton du Pastel                    | Anne Laperrouze           | DVD   |
| Canton de Plaine de l'Agoût         | Catherine Rabou           | PS    |
| Canton de Plaine de l'Agoût         | Laurent Vandendriessche   | PS    |
| Canton des Portes du Tarn           | Dominique Rondi Sarrat    | PS    |
| Canton des Portes du Tarn           | Gilles Turlan             | PRG   |
| Canton de Saint-Juéry               | Marie-Claire Malroux      | DVG   |
| Canton de Saint-Juéry               | Jean-Paul Raynaud         | DVG   |
| Canton de Vignobles et Bastides     | Maryline Lherm            | DVD   |
| Canton de Vignobles et Bastides     | Paul Salvador             | DVD   |

## Liste des conseillers généraux duTarnavant2015
| Canton                             | Circ | Conseiller général      | Parti | Série |
| ---------------------------------- | ---- | ----------------------- | ----- | ----- |
| Arrondissement d'Albi              |      |                         |       |       |
| Canton d'Alban                     | 3    | Jean-Louis Fournier     | DVD   | 2011  |
| Canton d'Albi-Centre               | 2    | Serge Garcia            | DVG   | 2011  |
| Canton d'Albi-Est                  | 2    | Dominique Billet        | UDI   | 2008  |
| Canton d'Albi-Nord-Est             | 1    | Thierry Carcenac        | PS    | 2011  |
| Canton d'Albi-Nord-Ouest           | 1    | Roland Foissac          | PCF   | 2011  |
| Canton d'Albi-Ouest                | 2    | Jacques Valax           | PS    | 2011  |
| Canton d'Albi-Sud                  | 2    | Michel Albarède         | PRG   | 2011  |
| Canton de Cadalen                  | 2    | Jean Gasc               | PS    | 2008  |
| Canton de Carmaux-Nord             | 1    | Serge Entraygues        | PCF   | 2008  |
| Canton de Carmaux-Sud              | 1    | André Fabre             | PS    | 2008  |
| Canton de Castelnau-de-Montmiral   | 2    | Paul Salvador           | UMP   | 2011  |
| Canton de Cordes-sur-Ciel          | 1    | Henri Narbonne          | DVD   | 2011  |
| Canton de Gaillac                  | 2    | Michèle Rieux           | PS    | 2008  |
| Canton de Lisle-sur-Tarn           | 2    | Maryline Lherm          | DVD   | 2011  |
| Canton de Monestiés                | 1    | Denis Marty             | PS    | 2008  |
| Canton de Pampelonne               | 1    | Guy Malaterre           | PS    | 2008  |
| Canton de Rabastens                | 2    | Pierre Verdier          | DVG   | 2008  |
| Canton de Réalmont                 | 3    | Jean Roger              | DVG   | 2011  |
| Canton de Salvagnac                | 2    | Georges Paulin          | DVG   | 2011  |
| Canton de Valderiès                | 1    | André Cabot             | PS    | 2011  |
| Canton de Valence-d'Albigeois      | 1    | André Maille            | UMP   | 2008  |
| Canton de Vaour                    | 1    | Georges Bousquet        | PS    | 2008  |
| Canton de Villefranche-d'Albigeois | 1    | Jean-Paul Raynaud       | PS    | 2008  |
| Arrondissement de Castres          |      |                         |       |       |
| Canton d'Anglès                    | 4    | Serge Cazals            | DVG   | 2011  |
| Canton de Brassac                  | 3    | Jean-Claude Guiraud     | DVG   | 2008  |
| Canton de Castres-Est              | 3    | Régine Massoutié        | UMP   | 2008  |
| Canton de Castres-Nord             | 3    | Michel Monsarrat        | UMP   | 2008  |
| Canton de Castres-Ouest            | 3    | Jean-Louis Cazals       | PS    | 2008  |
| Canton de Castres-Sud              | 3    | Christophe Testas       | PS    | 2008  |
| Canton de Cuq-Toulza               | 4    | Bernard Viala           | DVD   | 2011  |
| Canton de Dourgne                  | 4    | Claudie Bonnet          | PS    | 2008  |
| Canton de Graulhet                 | 2    | Claude Bousquet         | PS    | 2011  |
| Canton de Labruguière              | 4    | Michel Benoît           | PS    | 2011  |
| Canton de Lacaune                  | 3    | André Cabrol            | UMP   | 2008  |
| Canton de Lautrec                  | 4    | Christian Galzin        | DVD   | 2011  |
| Canton de Lavaur                   | 4    | Joseph Dalla-Riva       | UMP   | 2008  |
| Canton de Mazamet-Nord-Est         | 4    | Jean-Louis Henry        | PS    | 2011  |
| Canton de Mazamet-Sud-Ouest        | 4    | Didier Houlès           | PS    | 2011  |
| Canton de Montredon-Labessonnié    | 3    | Jacques Bourges         | DVD   | 2011  |
| Canton de Murat-sur-Vèbre          | 3    | Michel Vidal            | DVD   | 2011  |
| Canton de Puylaurens               | 4    | Anne Laperrouze         | MoDem | 2008  |
| Canton de Roquecourbe              | 3    | Jean-Marie Fabre        | DVG   | 2011  |
| Canton de Saint-Amans-Soult        | 4    | Daniel Vialelle         | DVG   | 2008  |
| Canton de Saint-Paul-Cap-de-Joux   | 4    | Laurent Vandendriessche | PS    | 2011  |
| Canton de Vabre                    | 3    | Jacques Pagès           | DVG   | 2008  |
| Canton de Vielmur-sur-Agout        | 4    | Robert Clarenc          | DVG   | 2008  |